# Darák Péter
Darák Péter (Marcali, 1963. június 6. –) magyar jogtudós, bíró, egyetemi tanár. 1999-től a Legfelsőbb Bíróság bírája, 2011-ben a Kúria elnökévé választották. Tisztét 2012. január 1-jén foglalta el. Tudományos munkássága a közigazgatási jogra, az adójogra, annak nemzetközi és európai uniós vonatkozásaira, valamint a környezetvédelmi és ingatlanjogra terjed ki.

## Életpályája
Szülei Gigéről és Segesdről származnak. 1977-ben kezdte meg középiskolai tanulmányait a zalaegerszegi Zrínyi Miklós Gimnáziumban, ahol 1981-ben végzett. Sorkatonai szolgálatának teljesítése után 1982-ben kezdte meg egyetemi tanulmányait a pécsi Janus Pannonius Tudományegyetem (2000-től Pécsi Tudományegyetem) Állam- és Jogtudományi Karán. 1987-ben szerzett jogi doktorátust. Diplomájának megszerzése után a Zalaegerszeg Városi Ügyészségre került mint ügyészségi fogalmazó, 1990-ben vette át ügyészi kinevezését. Itt polgári és általános felügyeleti ügyekkel foglalkozott. 1991-ben ugyanide bíróvá nevezték ki, ahol közigazgatási és polgári ügyekben ítélkezett. 1997-ben csoportvezető bíró lett. Két évvel később berendelték a Legfelsőbb Bíróságra, ahol a Közigazgatási Kollégium bírájaként kezdett el dolgozni, 2000-ben véglegesítették. 2002-ben átkerült az Igazságügyi Minisztérium polgári jogi főosztályára, ahol részt vett az új polgári törvénykönyv kidolgozásában. 2003-ban visszatért a Legfelsőbb Bíróságra. 2011-ben Schmitt Pál akkori köztársasági elnök javaslatára a Legfelsőbb Bíróságból alakítandó Kúria első elnökévé jelölte, az Országgyűlés december 13-án megszavazta elnökségét.
Ezenkívül 2002-ben a Magyar Közigazgatási Bírák Egyesületének elnökévé választották. 2003-tól a Legfelsőbb Bíróság delegált képviselője, majd elnökségi tagja volt az Európai Környezetvédelmi Bírák Fórumának (EUFJE). Szintén 2003-tól a Magyar Jogász Egylet Közjogi és Közigazgatási Szakosztályának elnöke. 2009-ben az Új Magyar Közigazgatás, illetve a Jog, Állam, Politika című folyóiratok szerkesztőbizottságainak lett tagja. 2010-ben az Adójogi Bírák Nemzetközi Szervezetének tagja lett. 2012-től a Kodifikáció és Közigazgatás c. elektronikus szakmai folyóirat szerkesztőbizottságának tagja.

### Tudományos munkássága
Bírói munkája mellett aktív oktatói tevékenységet is folytat. 1999-től oktatott a hivatalos bíróképzésen. 2000 és 2004 között a Budapesti Gazdasági Főiskola Pénzügyi és Számviteli Karának zalaegerszegi kihelyezett képzésén tartott távoktatási és posztgraduális kurzusokat. 2001-től a Pázmány Péter Katolikus Egyetem Jog- és Államtudományi Kar ingatlanjogászi szakképzésén oktatott, 2005-ben tanársegédi, később adjunktusi kinevezést kapott az Eötvös Loránd Tudományegyetem Állam- és Jogtudományi Kar pénzügyi jogi tanszékére. Közben 2004 és 2007 között a Pécsi Tudományegyetemen volt doktoranduszhallgató, 2007. június 29-én védte meg a doktori értekezését A magyar közigazgatási bíráskodás európai integrációja címmel és 2007. október 9-én nyerte el a PhD-fokozatot. 2010-től a Széchenyi István Szakkollégiumban is elkezdett tanítani. Publikációi magyar, angol és német nyelven jelennek meg.
Angolul középszinten, németül (jogi szaknyelvvel bővítve) felsőfokon beszél.

## Főbb publikációi
- Richter-(innen) in der Alpen-Adria Region (1993)
- Alkotmány a gyakorlatban (2004)
- Az ingatlan jogi kézikönyve (2004)
- Gyakorló jogászként az Európai Unióban (2004)
- A Ket. magyarázata (2005)
- A közigazgatási bíráskodás gyakorlati kérdései (2006)
- Europäische Justizsysteme – Öffentlich-rechtliche Gerichtsbarkeiten in der EU (2006)
- Pénzügyi jog II. (egyetemi tankönyv, 2007, 2012)
- A vagyonnyilatkozat és a vagyongyarapodási vizsgálat jogi, módszertani kérdései (2009)
- A közigazgatási eljárások szabályait értelmező felsőbírósági döntések, 2005–2010; Complex, Bp., 2010